# Phrynetopsis
Phrynetopsis är ett släkte av skalbaggar. Phrynetopsis ingår i familjen långhorningar.
Kladogram enligt Catalogue of Life:
| Phrynetopsis | \| \| Phrynetopsis fuscicornis \| \| \| \| \| \| Phrynetopsis kolbei \| \| \| \| \| \| Phrynetopsis loveni \| \| \| \| \| \| Phrynetopsis marshalli \| \| \| \| \| \| Phrynetopsis thomensis \| \| \| \| \| \| Phrynetopsis trituberculata \| \| \| \| \| \| Phrynetopsis variegata \| \| \| \| |
|              | \| \| Phrynetopsis fuscicornis \| \| \| \| \| \| Phrynetopsis kolbei \| \| \| \| \| \| Phrynetopsis loveni \| \| \| \| \| \| Phrynetopsis marshalli \| \| \| \| \| \| Phrynetopsis thomensis \| \| \| \| \| \| Phrynetopsis trituberculata \| \| \| \| \| \| Phrynetopsis variegata \| \| \| \| |
|              | Phrynetopsis fuscicornis |
|              | |
|              | Phrynetopsis kolbei |
|              | |
|              | Phrynetopsis loveni |
|              | |
|              | Phrynetopsis marshalli |
|              | |
|              | Phrynetopsis thomensis |
|              | |
|              | Phrynetopsis trituberculata |
|              | |
|              | Phrynetopsis variegata |
|              | |